# Zostère marine
Vous lisez un « bon article » labellisé en 2009.
Zostera marina · herbe de mer, varech marin
Espèce
Statut de conservation UICN

 LC  : Préoccupation mineure
La Zostère marine (Zostera marina), aussi appelée herbe de mer, de la famille des Zosteraceae, est une plante à fleur aquatique qui se rencontre sur les fonds marins sableux ou sablo-vaseux de l’hémisphère nord. Cette plante, qui a failli disparaître de l’océan Atlantique dans les années 1930 et accuse actuellement une régression de population, fut une source de nourriture pour les Amérindiens et continue d’avoir, de nos jours, un rôle écologique important par son aptitude à former des herbiers marins.

## Systématique

### Étymologie
L'étymologie des noms scientifique et vernaculaire est la même : zostera et zostère viennent du mot grec (grec moderne : ζωστήρ), le baudrier ou ceinture, latinisé en zoster, nom sans doute donné à cette plante en référence aux feuilles en ruban. Le terme marina (ou marine) fait référence à l'habitat marin.

### Autres appellations vernaculaires
La Zostère marine a reçu de nombreuses appellations locales en France comme blé de mer, crin végétal, paille de mer, foin de mer, chiendent marin, vrak ou verdière, mais aussi au Québec, comme mousse de mer, herbe à bernaches ou à outardes (ou encore arboutade).

### Autres appellations scientifiques
Cette espèce a été décrite sous d'autres noms scientifiques, considérés de nos jours comme synonymes, et donc non valides, :
- Alga marina (L.) Lam., 1779 ;
- Zostera latifolia (Morong) Morong, 1893 ;
- Zostera maritima Gaertn., 1788 ;
- Zostera oceanica Weber in F.H.Wigg., 1780 ;
- Zostera oregona S.Watson, 1891 ;
- Zostera pacifica S.Watson, 1891 ;
- Zostera serrulata Bertol. ;
- Zostera stenophylla Raf. ;
- Zostera trinervis Stokes, 1812.

### Formes et variétés
Selon Catalogue of Life et ITIS, les différentes formes et variétés décrites ne seraient pas valides ; il n'y aurait donc qu'un seul type de Zostère marine,, Zostera marina L. s.str., correspondant à l'autonyme Zostera marina L. var. marina.

## Description morphologique

### Appareil végétatif
Cette plante herbacée, pérenne, possède un rhizome de 2 à 6 mm d'épaisseur, enfoui dans le substrat sous-marin (sable et/ou vase), et maintenu par des racines (de cinq à vingt à chaque nœud). De ce rhizome sort une pousse courte, souvent ramifiée, qui à son tour produit des feuilles très allongées (de 30 à 120 cm de longueur et de 3 à 12 mm de largeur), formant une gaine à la base. Chaque feuille présente de cinq à onze nervures parallèles,. La taille record enregistrée en France est de 210 cm, de la base de la gaine au bout de la feuille.

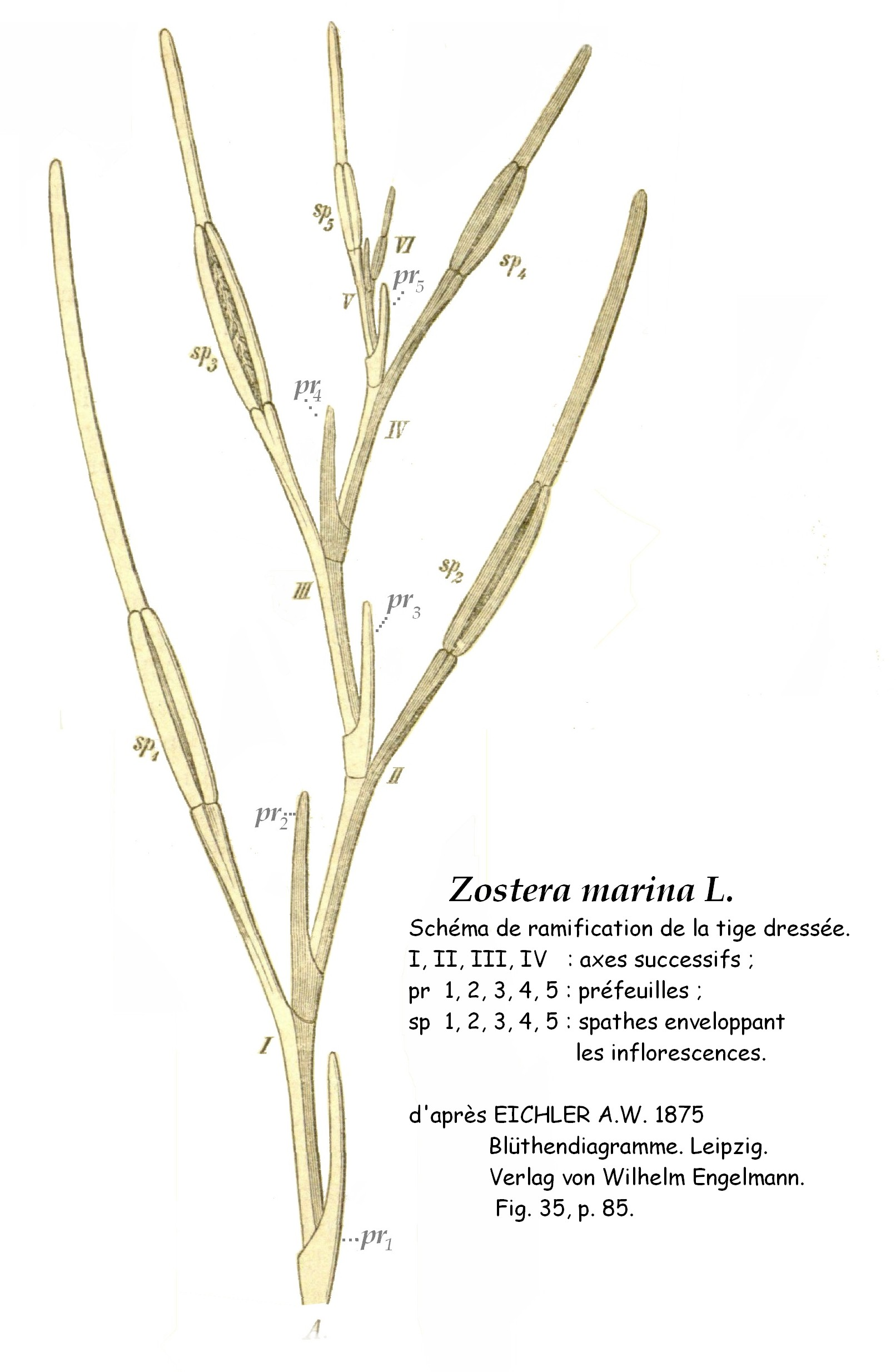
Zostera marina L. d'après Eichler 1875.

### Appareil reproducteur
La floraison survient entre juin et septembre, parfois dès le mois de mars en mer Méditerranée. La plante produit alors de petits épis verts, aplatis, cachés dans la gaine à la base des feuilles.
Les épis portent des fleurs unisexuées, d'une à vingt fleurs pour chaque sexe : c'est une espèce monoïque. Les fleurs mâles, peu visibles car très petites (environ 1 mm), ne sont constituées que d'une seule étamine divisée, portant quatre sacs polliniques ; les fleurs femelles ne comprennent qu'un seul ovaire (de 2 ou 3 mm de long) qui ne contient qu'un seul ovule, et surmonté d'un style de 1 à 3 mm de long. Les courants marins véhiculent le pollen ainsi que (plus tard) le petit fruit de forme ovoïde ou ellipsoïdale, blanchâtre, qui mesure de 2 à 5 mm de long.
La reproduction se fait aussi de façon asexuée, par bourgeonnement des rhizomes implantés dans le fond sous-marin (multiplication végétative),,.
La formule chromosomique de cette espèce est 2n=12.

## Répartition et habitat
La Zostère marine pousse dans les fonds sableux et/ou vaseux des littoraux abrités ou des estuaires. Elle vit dans les zones rarement exondées et peut se développer jusqu'à une profondeur de 11 mètres.
Elle est considérée comme spécifique des biotopes « herbiers atlantiques à Zostères » et « herbiers méditerranéens à Zostera », et on la trouve parfois en association avec Zostera noltii dans les herbiers atlantiques à Zostères naines ou avec les genres Posidonia et Cymodocea dans les communautés lagunaires de végétation marine,.
En Europe, elle vit dans certaines zones de la mer Méditerranée, dans l'océan Atlantique, dans la Manche, en mer du Nord et en mer Baltique. On la trouve dans les eaux froides ou tempérées de l'hémisphère nord, dans les zones et mers bordant l'Atlantique et le Pacifique.
En France métropolitaine, elle recouvre environ 57 km2. Les principaux sites Natura 2000 concernés sont :
- 17% dans le site Trégor-Goëlo,
- 15% d'entre eux se trouvent dans le site Golfe du Morbihan, côte ouest de Rhuys,
- 8% dans le site de la baie de Morlaix[12].

## Rôle écologique

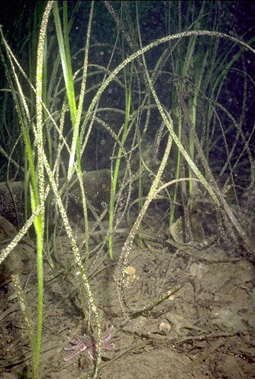
Les zostères, ici réunies en herbier, sont colonisées par de petits vers tubicoles du genre Spirorbis.

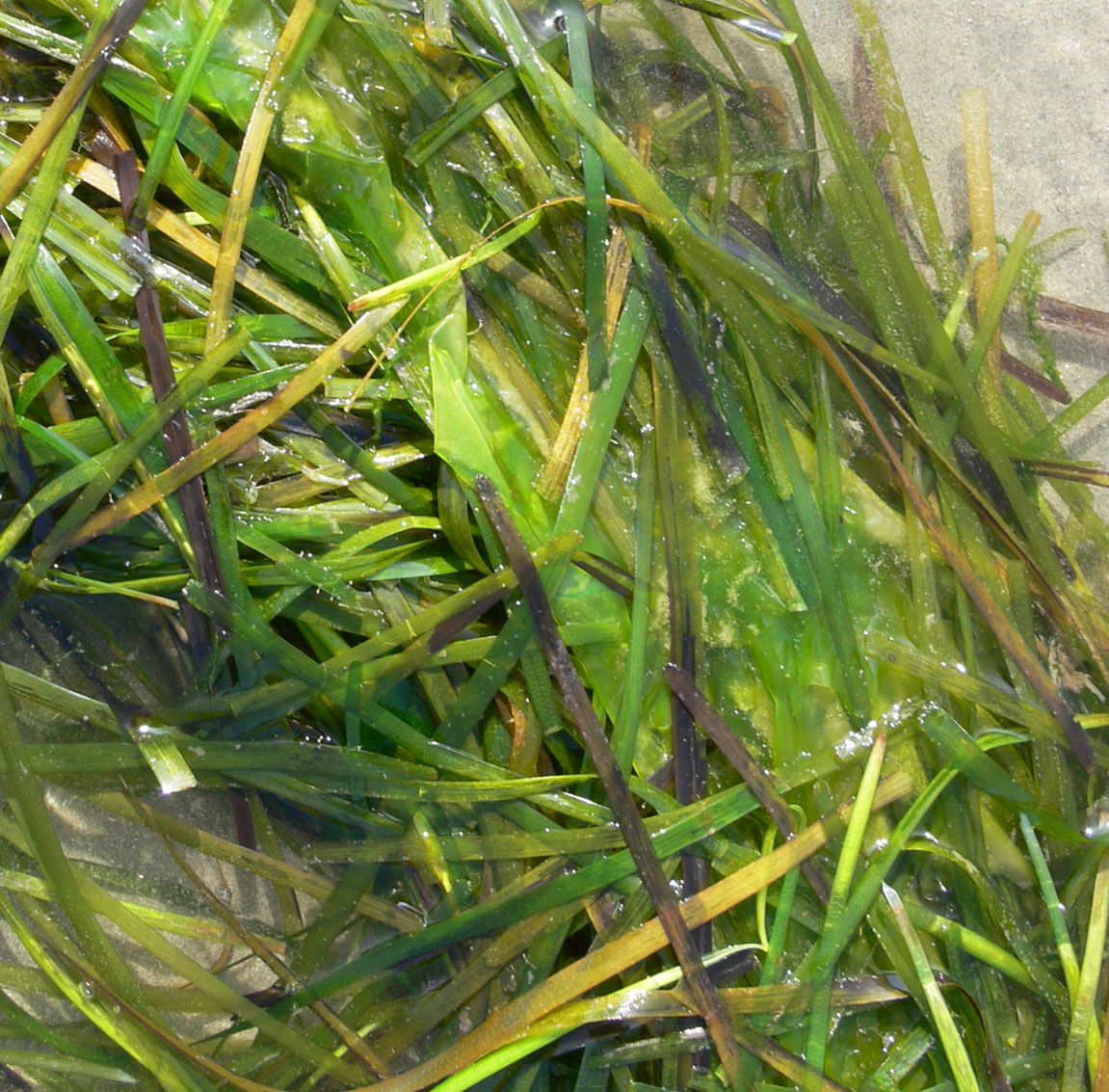
La laisse de mer visible sur cette photo est principalement constituée de feuilles de zostères ; équivalent atlantique de la posidonie.

Les herbiers à Zostères marines ont un niveau de production primaire élevé, et donc un rôle dans l'oxygénation de l'eau. Ce rôle peut devenir très important dans les zones très abritées, où une anoxie pourrait survenir en profondeur. Ces herbiers ont aussi un rôle dans la stabilisation des sédiments et un rôle tampon dans l'amortissement de la houle,.
Ils sont un abri pour de nombreux organismes marins (poissons, pectinidés, crabes...), mais aussi un lieu de reproduction ou d'alimentation. Les feuilles vivantes sont souvent colonisées par des vers tubicoles, comme des vers polychètes du genre Spirorbis, ou par d'autres organismes épiphytes, qui utilisent la zostère comme un substrat solide où s'accrocher,,. La biodiversité dans les herbiers à Zostères marines peut être supérieure à 300 espèces. Outre les organismes résidents tout au long de l'année, de nombreux résidents temporaires fréquentent les herbiers à Zostères marines et se relaient au cours des saisons, comme le rouget, la plie, la crevette rose, l'araignée de mer ou la seiche. Toute cette faune, permanente ou temporaire, attire des prédateurs tels que le bar ou certains Labridés.
Les feuilles arrachées à la plante contribuent à enrichir la laisse de mer. L'espèce fait partie du régime alimentaire de certains Anatidés, comme la Bernache cravant, qui consomme feuilles et rhizomes, ou le Canard siffleur, qui ne consomme que les feuilles,.

## Menaces pesant sur l'espèce

### La «wasting disease» des années 1920-1930
Dans les années 1920-1930, les herbiers de Zostera marina furent décimés dans tout l'Atlantique nord par une maladie nommée « wasting disease » (ce qui signifie « maladie du dépérissement »). Les symptômes de cette maladie étaient l'apparition de taches brunes sur les feuilles, qui s'étendaient jusqu'à ce que les feuilles meurent et se détachent de la plante. Les jeunes pousses qui se développaient ensuite subissaient le même sort. Au bout de deux ou trois ans, les rhizomes privés d'apports nutritifs par absence de photosynthèse finissaient par pâlir et mourir,.
La cause de la maladie a été attribuée à un micro-organisme du sous-règne des Stramenopiles, Labyrinthula zosterae. De nombreux auteurs ont pensé que la maladie était une conséquence de l'affaiblissement de la plante, et non la cause, et qu'une plante saine était à même de résister à l'infestation,,,,. Selon ces auteurs, la cause initiale de la destruction massive de ces herbiers était sujette à débats, mais il semblait clair qu'un ensemble de facteurs environnementaux perturbateurs, ensemble, affaiblissaient la plante, permettant une infestation mortelle par le Labyrinthula. Les causes les plus souvent citées étaient une diminution de l'insolation qui a eu lieu deux années consécutives au cours de cette période, avec simultanément une augmentation de la température moyenne de l'eau de 1 à 3 °C. Dans la même période, l'urbanisation des côtes et les aménagements portuaires ont pu localement augmenter la turbidité et la pollution de l'eau. Une étude plus récente semble démontrer que la cause initiale serait l'infestation par Labyrinthula zosterae, et les facteurs environnementaux des facteurs aggravants.
Quelle que soit la cause initiale de la maladie, les conséquences sur l'environnement furent importantes, :
- une diminution voire une disparition d'espèces marines inféodées aux herbiers à Zostères marines, notamment probablement de la Patelle des zostères (Lottia alveus), dont la dernière observation date de 1929 (Maine, États-Unis) ;
- une érosion accrue des bancs de sable et plages auparavant protégés de la houle et des courants par les herbiers ;
- le déplacement des oiseaux qui se nourrissent de cette zostère vers d'autres aires de nourrissage.

### Les retours sporadiques de la «wasting disease»
Après un lent rétablissement amorcé vers le milieu des années 1930, la « wasting disease » se déclara à nouveau de façon sporadique et localisée :
- dans la Mer des Wadden dans les années 1970 ;
- sur la côte est de l'Amérique du Nord au début des années 1980 ;
- dans le nord-ouest de l'Europe entre 1987 and 1992 (notamment dans les estuaires du sud de l'Angleterre et sur les îles Sorlingues)[16].

### De nos jours
De nos jours, les herbiers à Zostères marines sont de nouveau en régression dans le monde entier, mais à des degrés divers au niveau local. Divers facteurs (le plus souvent d'origine anthropique) sont incriminés, comme l'augmentation de la turbidité de l'eau, l'eutrophisation des eaux du littoral, l'arrachement dû aux ancres de bateaux de plaisance, les travaux portuaires ou toute autre activité impliquant l'extraction de sédiments, certaines méthodes de pêche ou l'extension des installations de conchylicultures (huîtres, moules...).

## La Zostère marine et l'Homme

### Usages

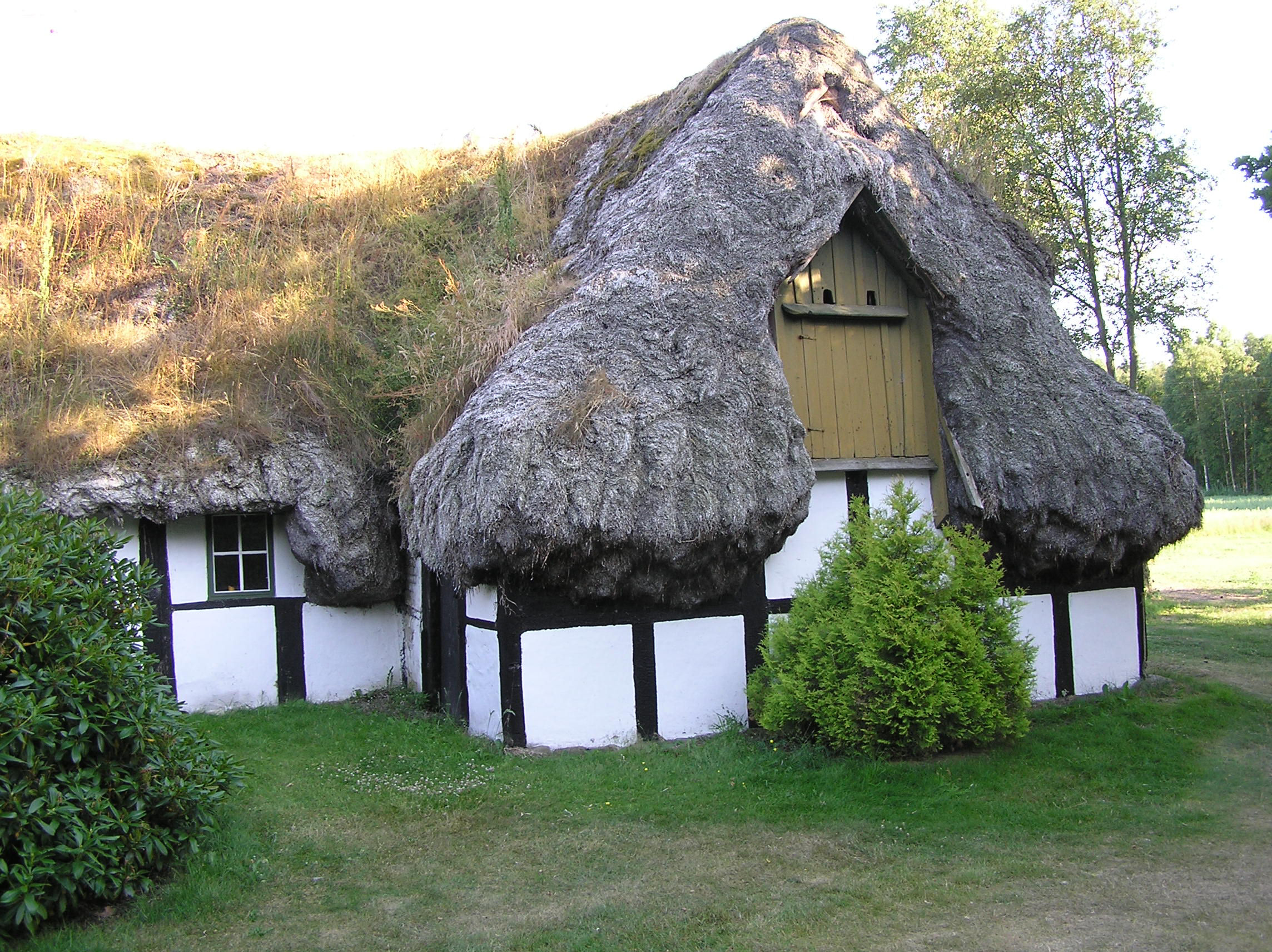
Cette maison traditionnelle danoise a un toit recouvert de feuilles séchées de Zostère marine.

Les feuilles séchées étaient autrefois utilisées pour rembourrer les matelas et paillasses. Elles ont aussi parfois été utilisées pour recouvrir les toitures, notamment au Danemark.
Certains Amérindiens de l'île de Vancouver et de la côte de la Colombie-Britannique consommaient le rhizome cru (il est légèrement sucré et agréable à mâcher, selon l'ethnobotaniste François Couplan). Ils le donnaient comme nourriture aux oiseaux domestiqués tels que la Bernache cravant, la Bernache du Canada, le Canard colvert, mais aussi au bétail,. Ils consommaient, lors de grandes occasions, les tiges et rhizomes de cette zostère trempés dans l'huile d'un poisson, Thaleichthys pacificus, ou alors ils récoltaient sur la côte les feuilles de cette zostère portant des œufs de Clupeidae et mangeaient le tout,,. La plante entière était aussi utilisée comme herbe aromatique pour parfumer la viande de phoque, de marsouin ou de cervidés.
Les Seri du nord-Ouest du Mexique consommaient aussi les graines de la zostère marine sous forme de pâte, agrémentée de miel ou de graisse de tortue de mer.
Angel León, restaurateur (3 étoiles Michelin) près de Cadix en Espagne, utilise les grains dans de nombreuses recettes. Il a le projet de développer la culture de champs de zostères tant pour la nourriture que surtout son rôle important dans la préservation des écosystèmes littoraux.

### Statut et mesures pour la préservation de l'espèce
Comme il a été vu dans le paragraphe sur les menaces pesant sur l'espèce, il semble que les facteurs environnementaux modifiés par l'Homme soient une cause ou un facteur aggravant de la régression actuelle des herbiers de Zostère marine.
Au niveau européen, cette espèce est placée en annexe I de la Convention de Berne ; sont donc interdits par cette Convention la cueillette, le ramassage, la coupe ou le déracinage intentionnels des Zostères marines. L'espèce est aussi placée en annexe II de la Convention de Barcelone depuis 2007.
Cette plante bénéficie aussi en France d'un statut d'espèce protégée au niveau régional en Provence-Alpes-Côte d'Azur, en Basse-Normandie et en Poitou-Charentes.
Un avis scientifique du Ministère des Pêches et des Océans du Canada a déclaré la Zostère marine « espèce d’importance écologique » (EIE), qualification qui devrait mener à terme à la protection par le Canada de l'écosystème entier formé par les herbiers à zostères et les organismes qui y résident.